# Gerhart-Hauptmann-Denkmal (Berlin)

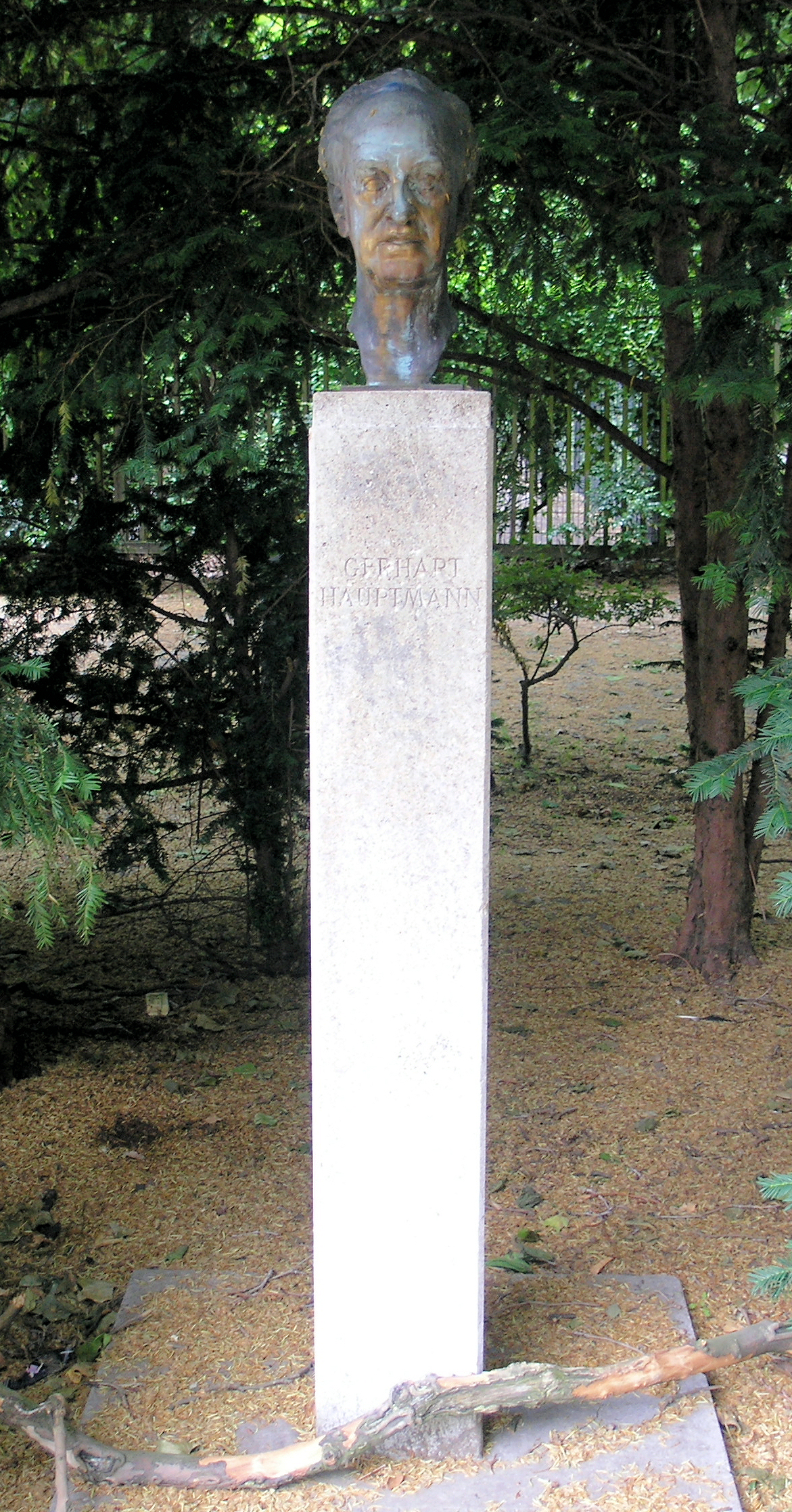
Gerhart-Hauptmann-Denkmal in der Gerhart-Hauptmann-Anlage

Das Gerhart-Hauptmann-Denkmal ist eine auf einer Stele stehende Büste des deutschen Schriftstellers und Literaturnobelpreisträgers Gerhart Hauptmann (1862–1946). Es befindet sich in der Gerhart-Hauptmann-Anlage im Berliner Ortsteil Wilmersdorf. Weitere Denkmäler, die Gerhart Hauptmann gewidmet sind, befinden sich u. a. in Kienbaum, Gröbenzell und Wien.

## Geschichte

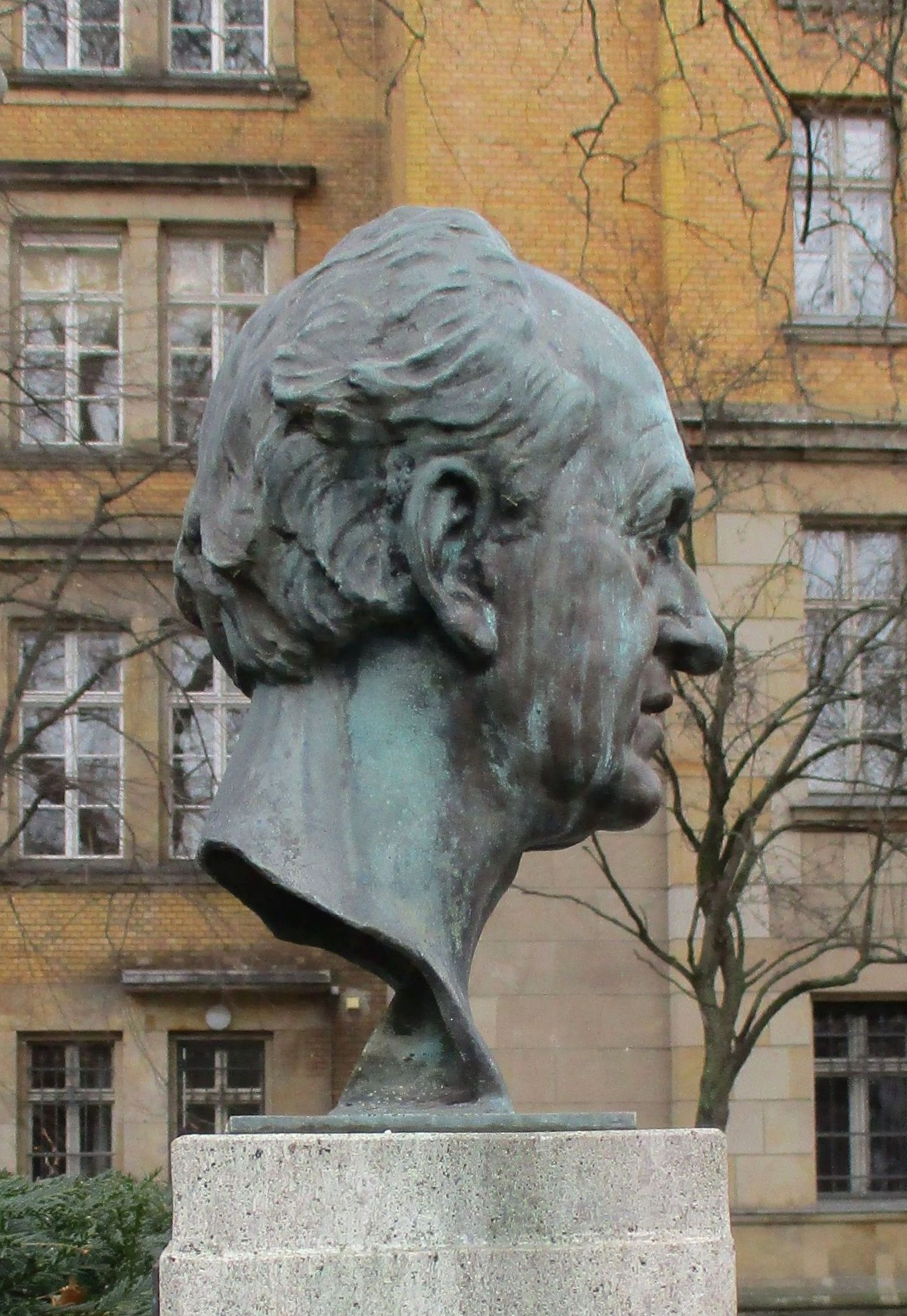
Profil

Im Jahr 1918 wurde ein Modell für eine Büste von Gerhart Hauptmann von dem Bildhauer Fritz Klimsch angefertigt und 1922 eine Erstausfertigung in Bronze für das Märkische Museum hergestellt. Zu Hauptmanns 20. Todestag wurde in der Gießerei Noack nach einem vom Märkischen Museum zur Verfügung gestellten Vorbild, auf Anregung der Gerhart-Hauptmann-Gesellschaft e. V. ein Nachguss angefertigt und am 6. Juni 1966 in der Gerhart-Hauptmann-Anlage neben der Fakultät Musik der Universität der Künste enthüllt. Das Projekt wurde von der Senatsverwaltung für Wissenschaft und Kunst des Bezirksamts und der Bezirksverordneten von Wilmersdorf sowie der Freien Volksbühne e. V. gefördert.

## Beschreibung
Das Denkmal setzt sich zusammen aus dem aus Bronze gefertigten Kopf des Schriftstellers, der auf einer sehr flachen Plinthe befestigt ist, die wiederum auf einer pfeilerförmigen, 1,6 Meter hohen Stele aus Muschelkalk steht. An der Vorderseite der Stele ist der Name GERHART HAUPTMANN eingraviert. Die Plinthe trägt den Stempel NOACK BERLIN.